# Sonny White
Pour les articles homonymes, voir White.
Ellerton Oswald White dit Sonny White né le 11 novembre 1917 à Panama et mort le 28 avril 1971, à New York, est un pianiste de jazz américain.